# Pizza di scarola
La pizza di scarola (en français : « pizza de chicorée scarole ») est une  tourte farcie principalement de salade scarole, typique de la cuisine napolitaine.
Ce mets bénéficie du label de qualité Prodotto agroalimentare tradizionale italiani (Produit agroalimentaire traditionnel italien).

## Composition
L'appareil de la farce est composé principalement de scarole revenue dans de l'huile et de l'ail à laquelle sont ajoutés des olives noires de Gaeta dénoyautées, des câpres, des pignons de pin, des raisins secs ainsi que des filets d'anchois à l'huile d'olive. Dans une tourtière, l'ensemble de la farce est ensuite placé entre deux abaisses de pâte à pizza, puis cuit au four. La pizza di scarola peut être consommée chaude ou froide et est souvent servie lors du réveillon de Noël dans plusieurs provinces de Campanie.

## Sources
- (it) Cet article est partiellement ou en totalité issu de l’article de Wikipédia en italien intitulé « Pizza di scarola » (voir la liste des auteurs).